# 발네르 프란코비치
발네르 프란코비치(크로아티아어: Valner Franković, 1968년 7월 9일~)는 크로아티아의 핸드볼 선수로 포지션은 레프트윙이다. 현역 시절 크로아티아 국가대표로 활약하여 1996년 하계 올림픽에서 금메달을 획득했다.